# Prva savezna liga Jugoslavije u nogometu 1989./90.
Prvenstvo Jugoslavije u nogometu za sezonu 1989./90. bilo je šezdeseto i prvo po redu najviše nogometno natjecanje u Jugoslaviji, četrdeset i četvrto poslijeratno, koje je započelo 29. srpnja 1989. i završilo 16. svibnja 1990.

Prvak je postao srbijanski klub, FK Crvena zvezda, koji je osvojio svoj sedamnaesti naslov. Pobjedom u Kupu Jugoslavije, crveno-bijeli su osvojili dvostruku krunu,

Najbolji strijelac bio je Darko Pančev iz Crvene zvezde s 25 golova.
Ukupan broj gledatelja bio je 1.541.032. Tri utakmice su se igrale bez publike, a jedna nije ni počela, stoga je pravi prosječni broj gledatelja iznosio 5102 gledatelja po utakmici.

## Sustav natjecanja
Igralo se u dvije faze. Momčadi su međusobno igrale dvokružni ligaški sustav. Igrala se po jedna utakmica na domaćem i gostujućem terenu. Prvakom je postala momčad koja je skupila najviše bodova u skupini za prvaka (za pobjedu su se dodjeljivala dva boda, za poraz nijedan, dok se u slučaju neriješenog rezultata izvodilo se izvođenje jedanaesteraca pri čemu je pobjedniku iz raspucavanja pripadao jedan bod).
Pravila koje su određivala poredak na ljestvici su bila: 1) broj osvojenih bodova, 2) omjer u međusobnim susretima, 3) gol-razlika, 4) veći broj postignutih golova, 5) baraž

## Formiranje lige
U obzir ulazi 16 najbolje plasiranih iz prethodne sezone, plus dva prva u jedinstvenoj Drugoj saveznoj ligi 1988./89.
- Iz Prve savezne lige natjecali su se Vojvodina, Crvena zvezda, Hajduk Split, Rad Beograd, Dinamo Zagreb, Partizan, Radnički Niš, Osijek, Vardar Skoplje, Rijeka, Velež Mostar, Sloboda Tuzla, Sarajevo, Budućnost, Spartak Subotica i Željezničar
- Iz Druge savezne lige: Olimpija Ljubljana i Borac Banja Luka

## Sudionici
| Slovenija       | Hrvatska                                    | Bosna i Hercegovina                                                 | Srbija                         | Srbija                                                      | Srbija  | Crna Gora       | Makedonija   |
| Slovenija       | Hrvatska                                    | Bosna i Hercegovina                                                 | Vojvodina                      | Središnja Srbija                                            | Kosovo  | Crna Gora       | Makedonija   |
| --------------- | ------------------------------------------- | ------------------------------------------------------------------- | ------------------------------ | ----------------------------------------------------------- | ------- | --------------- | ------------ |
| - Olimpija (LJ) | - Dinamo (Z) - Hajduk (S) - Osijek - Rijeka | - Borac (BL) - Sarajevo - Sloboda (T) - Velež (M) - Željezničar (S) | - Spartak (S) - Vojvodina (NS) | - Crvena zvezda (B) - Partizan (B) - Rad (B) - Radnički Niš | - nitko | - Budućnost (T) | - Vardar (S) |

- FK Borac, Banja Luka
- FK Budućnost, Titograd
- FK Crvena zvezda, Beograd
- NK Dinamo Zagreb, Zagreb
- NK Hajduk, Split
- NK Olimpija, Ljubljana
- NK Osijek, Osijek
- FK Partizan, Beograd
- FK Rad, Beograd
- FK Radnički Niš, Niš
- NK Rijeka, Rijeka
- FK Sarajevo, Sarajevo
- FK Sloboda, Tuzla
- FK Spartak, Subotica
- FK Vardar, Skoplje
- FK Velež, Mostar
- FK Vojvodina, Novi Sad
- FK Željezničar, Sarajevo

## Pregled sezone
Prvenstvo je izgubilo jedno kvalifikacijsko mjesto za europska natjecanja. Broj momčadi kvalificiranih za Kup UEFA pao je s 3 na 2. Crvena zvezda je osvojila prvenstvo i kup, pa je finalist Hajduk Split trebao ići u Kup pobjednika kupova, no bio je podvrgnut dvogodišnjoj zabrani nastupa u europskim natjecanjima nakon incidenata tijekom utakmice protiv Marseillea u Kupu pobjednika kupova 1987./88.
Dana 25. travnja 1990. prekinuta je utakmica Sarajevo – Dinamo pri rezultatu 1:0 za Sarajevo, jer je glavni sudac Zoran Petrović udaren na poluvremenu, zbog čega je utakmica najprije prekinuta, a potom i registrirana službenim rezultatom 3:0 u korist Dinama. Sarajevo je na kraju sezone završio na pretposljednjem mjestu na tablici, pa je trebao ispasti u Drugu ligu. Sarajevo se žalilo, pa je odlukom Arbitražnog suda naloženo ponavljanje ove utakmice. Repriza je odigrana 31. srpnja 1990., sedam dana prije početka nove sezone. Sarajevo je pobijedilo 1:0 i spasio se od ispadanja iz prve lige, no sada je Velež bio pretposljednji na tablici, pa je napravljen kompromis i ispala je samo jedna ekipa te je Velež ostao u prvoj ligi. Tako se sljedeće sezone u Prvoj ligi natjecalo 19 ekipa.
Dva kola kasnije, 13. svibnja 1990., na utakmici između Dinama i Crvene zvezde na stadionu Maksimir došlo je do nereda između Bad Blue Boysa (navijača Dinama iz Zagreba) i Delija (navijača Crvene zvezde iz Beograda). Incident se dogodio samo nekoliko tjedana nakon prvih višestranačkih izbora u Hrvatskoj, na kojima su većinu glasova osvojile prohrvatske neovisne stranke. U neredima je ranjeno više od šezdeset ljudi, uključujući i one koji su izbodeni nožem, upucani ili otrovani suzavcem. Utakmica je registrirana službenim rezultatom 3:0 u korist Crvene zvezde, a Zvonimir Boban kažnjen je višemjesečnom suspenzijom zbog udaranja milicionara.

## Ljestvica
| mj.     | klub               | ut. | pob. | ner. | por. | gol+ | gol- | gr  | bod |
| ------- | ------------------ | --- | ---- | ---- | ---- | ---- | ---- | --- | --- |
| 1.      | Crvena zvezda      | 34  | 24   | 3−2  | 5    | 79   | 29   | +50 | 51  |
| 2.      | Dinamo Zagreb      | 34  | 16   | 8−3  | 7    | 53   | 25   | +28 | 40  |
| 3.      | Hajduk Split       | 34  | 18   | 2−1  | 13   | 50   | 35   | +15 | 38  |
| 4.      | Partizan           | 34  | 18   | 1−3  | 12   | 51   | 42   | +9  | 37  |
| 5.      | Rad Beograd        | 34  | 16   | 4−2  | 12   | 41   | 31   | +10 | 36  |
| 6.      | Rijeka             | 34  | 14   | 5−1  | 14   | 29   | 35   | −6  | 33  |
| 7.      | Željezničar        | 34  | 14   | 4−2  | 14   | 37   | 40   | −3  | 32  |
| 8.      | Olimpija Ljubljana | 34  | 14   | 2−4  | 14   | 49   | 40   | +9  | 30  |
| 9.      | Sloboda Tuzla      | 34  | 15   | 0−4  | 15   | 43   | 46   | −3  | 30  |
| 10.     | Budućnost          | 34  | 13   | 3−5  | 13   | 30   | 35   | −5  | 29  |
| 11.     | Vojvodina          | 34  | 13   | 3−3  | 15   | 43   | 51   | −8  | 29  |
| 12.     | Spartak Subotica   | 34  | 12   | 4−2  | 16   | 28   | 40   | −12 | 28  |
| 13.     | Sarajevo           | 34  | 13   | 1−3  | 17   | 46   | 49   | −3  | 27  |
| 14.     | Borac Banja Luka   | 34  | 12   | 3−4  | 15   | 28   | 40   | −12 | 27  |
| 15.     | Radnički Niš       | 34  | 12   | 2−6  | 14   | 42   | 48   | −6  | 26  |
| 16.     | Osijek             | 34  | 12   | 2−2  | 18   | 28   | 47   | −19 | 26  |
| 17.     | Velež Mostar       | 34  | 11   | 3−3  | 17   | 38   | 51   | −13 | 25  |
| 18.     | Vardar Skoplje     | 34  | 8    | 1−1  | 24   | 33   | 64   | −31 | 17  |
|         |                    |     |      |      |      |      |      |     |     |
| Izvori: |                    |     |      |      |      |      |      |     |     |

|  | Crvena zvezda je prvak Jugoslavije i plasirala se na Kup prvaka 1990./91. |
|  | Dinamo Zagreb i Partizan plasirali su se na Kup UEFA 1990./91. |
|  | Hajduk Split finalist je Kup Jugoslavije, ali se ne može plasirali na Europski kup pobjednika kupova 1990./91. Hajduk Split je na dvije sezone suspendiran u europskim natjecanjima |
|  | Vardar Skoplje ispao je u Drugu saveznu ligu Samo jedno ispadanje odlukom FSJ |

## Rezultati
| 1989./90. | 1989./90.          | C.Z       | D.Z       | HAJ       | PAR       | R.B       | RIJ       | ŽEL       | OLI       | SLO       | BUD       | VOJ       | SPA       | SAR       | BBL       | R.N       | OSI       | VEL       | VAR |
| 1.        | Crvena zvezda      |           | 0:0 (2:3) | 2:1       | 1:0       | 4:2       | 1:0       | 2:2 (4:3) | 2:0       | 6:1       | 5:1       | 3:1       | 3:0       | 3:0       | 3:0       | 1:0       | 3:1       | 4:0       | 5:2 |
| 2.        | Dinamo Zagreb      | 0:3       |           | 2:0       | 2:1       | 0:0 (4:5) | 1:1 (4:3) | 2:0       | 2:1       | 5:0       | 0:0 (4:3) | 2:0       | 1:0       | 6:0       | 3:1       | 3:0       | 3:1       | 3:0       | 3:0 |
| 3.        | Hajduk Split       | 2:1       | 2:3       |           | 2:0       | 2:1       | 1:1 (5:6) | 2:0       | 3:1       | 2:0       | 2:0       | 6:0       | 3:0       | 0:0 (4:3) | 1:0       | 1:0       | 1:0       | 4:3       | 3:0 |
| 4.        | Partizan           | 0:2       | 1:1 (3:4) | 1:0       |           | 0:2       | 0:1       | 0:2       | 2:0       | 1:0       | 2:0       | 4:0       | 1:0       | 1:1 (3:5) | 2:1       | 2:1       | 6:4       | 3:0       | 3:0 |
| 5.        | Rad Beograd        | 1:2       | 0:2       | 0:2       | 1:1 (6:5) |           | 4:0       | 1:0       | 1:0       | 2:1       | 2:2 (2:3) | 2:0       | 0:0 (6:5) | 3:0       | 2:0       | 3:0       | 1:0       | 1:0       | 2:0 |
| 6.        | Rijeka             | 1:4       | 1:1 (4:1) | 1:0       | 0:1       | 0:1       |           | 1:0       | 0:0 (3:2) | 3:0       | 0:0 (5:4) | 2:0       | 3:0       | 1:0       | 1:0       | 2:0       | 1:0       | 1:0       | 2:0 |
| 7.        | Željezničar        | 3:0       | 0:0 (2:0) | 0:1       | 0:2       | 1:0       | 4:1       |           | 2:2 (5:4) | 2:1       | 1:0       | 2:1       | 1:0       | 1:0       | 1:1 (4:3) | 1:1 (4:2) | 3:0       | 2:0       | 0:1 |
| 8.        | Olimpija Ljubljana | 1:1 (6:5) | 3:0       | 3:1       | 5:1       | 0:1       | 2:0       | 3:0       |           | 2:0       | 3:1       | 2:0       | 0:1       | 2:1       | 4:1       | 1:1 (1:3) | 1:0       | 2:0       | 3:0 |
| 9.        | Sloboda Tuzla      | 3:0       | 0:0 (3:5) | 2:2 (4:5) | 3:1       | 1:2       | 2:0       | 4:1       | 2:0       |           | 2:0       | 2:0       | 2:0       | 2:0       | 4:1       | 2:0       | 2:0       | 1:1 (4:5) | 1:0 |
| 10.       | Budućnost          | 0:0 (2:4) | 2:0       | 1:0       | 2:0       | 0:1       | 1:0       | 4:1       | 0:0 (3:4) | 0:1       |           | 3:1       | 0:0 (2:4) | 1:0       | 2:1       | 0:0 (5:4) | 2:0       | 1:0       | 1:0 |
| 11.       | Vojvodina          | 2:1       | 1:1 (3:4) | 2:3       | 3:1       | 2:1       | 2:0       | 1:1 (5:4) | 3:1       | 3:1       | 1:2       |           | 1:0       | 2:1       | 0:1       | 3:0       | 1:1 (5:3) | 2:0       | 1:0 |
| 12.       | Spartak Subotica   | 1:3       | 1:1       | 1:0       | 0:4       | 1:0       | 0:1       | 1:0       | 2:3       | 0:1       | 1:0       | 0:0 (4:2) |           | 2:0       | 2:0       | 1:1 (4:3) | 1:0       | 2:1       | 2:0 |
| 13.       | Sarajevo           | 3:1       | 1:0       | 1:0       | 1:2       | 1:0       | 2:0       | 1:3       | 3:0       | 2:1       | 4:1       | 3:2       | 3:3 (2:4) |           | 2:0       | 5:1       | 3:0       | 0:0 (3:4) | 6:1 |
| 14.       | Borac Banja Luka   | 0:0 (4:5) | 1:0       | 1:0       | 1:2       | 1:0       | 2:1       | 1:0       | 1:0       | 0:0 (5:4) | 0:1       | 2:2 (1:3) | 3:1       | 2:0       |           | 1:1 (5:4) | 1:1 (4:5) | 1:0       | 2:0 |
| 15.       | Radnički Niš       | 1:3       | 1:1 (5:6) | 5:1       | 1:1 (3:5) | 2:2 (4:3) | 3:0       | 1:0       | 2:1       | 2:0       | 2:1       | 0:3       | 1:0       | 1:0       | 1:0       |           | 4:1       | 3:0       | 3:0 |
| 16.       | Osijek             | 0:5       | 1:0       | 1:0       | 0:1       | 1:1 (1:3) | 0:1       | 0:1       | 1:0       | 3:1       | 1:0       | 2:1       | 1:0       | 2:0       | 0:1       | 2:1       |           | 1:0       | 1:0 |
| 17.       | Velež Mostar       | 0:3       | 2:1       | 1:0       | 3:1       | 3:0       | 3:2       | 5:1       | 2:0       | 3:0       | 0:0 (4:5) | 0:0 (6:5) | 1:3       | 3:1       | 0:0 (3:4) | 3:2       | 1:1 (3:4) |           | 2:1 |
| 18.       | Vardar Skoplje     | 0:2       | 0:4       | 1:2       | 2:3       | 2:1       | 0:0 (4:5) | 0:1       | 3:3 (5:4) | 2:0       | 4:1       | 1:2       | 1:2       | 2:1       | 3:0       | 3:0       | 0:1       | 4:1       |     |

| 1. kolo 29. 7. 1989. Rad – Vardar 2:0 (1:0) 30. 7. 1989. Radnički – Velež 3:0 (2:0) Borac – Partizan 1:2 (1:1) Rijeka – Hajduk 1:0 (0:0) Budućnost – Osijek 2:0 (1:0) Sarajevo – Željezničar 1:3 (1:1) Olimpija – Vojvodina 2:0 (1:0) Crvena zvezda – Sloboda 6:1 (2:0) Dinamo – Spartak 1:0 (0:0) 2. kolo 5. 8. 1989. Sloboda – Dinamo 0:0 – /3:5/ 6. 8. 1989. Velež – Spartak 1:3 (0:1) Vojvodina – Crvena zvezda 2:1 (1:0) Vardar – Olimpija 3:3 (1:1) – /5:4/ Željezničar – Rad 1:0 (0:0) Osijek – Sarajevo 2:0 (0:0) Hajduk – Budućnost 2:0 (1:0) Partizan – Rijeka 0:1 (0:0) Radnički – Borac 1:0 (0:0) 3. kolo 12. 8. 1989. Rad – Osijek 1:0 (0:0) 13. 8. 1989. Borac – Velež 1:0 (0:0) Rijeka – Radnički 2:0 (1:0) Budućnost – Partizan 2:0 (1:0) Sarajevo – Hajduk 1:0 (1:0) Olimpija – Željezničar 3:0 (3:0) Crvena zvezda – Vardar 5:2 (1:2) Dinamo – Vojvodina 2:0 (1:0) Spartak – Sloboda 0:1 (0:0) 4. kolo 19. 8. 1989. Vardar – Dinamo 0:4 (0:2) 20. 8. 1989. Velež – Sloboda 3:0 (2:0) Vojvodina – Spartak 1:0 (0:0) Željezničar – Crvena zvezda 3:0 (0:0) Osijek – Olimpija 1:0 (0:0) Hajduk – Rad 2:1 (2:1) Partizan – Sarajevo 1:1 (1:0) – /3:5/ Radnički – Budućnost 2:1 (2:1) Borac – Rijeka 2:1 (2:0) 5. kolo 26. 8. 1989. Rad – Partizan 1:1 (1:1) – /6:5/ 27. 8. 1989. Rijeka – Velež 1:0 (0:0) Budućnost – Borac 2:1 (2:0) Sarajevo – Radnički 5:1 (1:1) Olimpija – Hajduk 3:1 (1:0) Crvena zvezda – Osijek 3:1 (1:1) Dinamo – Željezničar 2:0 (0:0) Spartak – Vardar 2:0 (1:0) Sloboda – Vojvodina 2:0 (2:0) 6. kolo 9. 9. 1989. Velež – Vojvodina 0:0 – /6:5/ Hajduk – Crvena zvezda 2:1 (0:1) Partizan – Olimpija 2:0 (1:0) Radnički – Rad 2:2 (1:1) – /4:3/ 10. 9. 1989. Vardar – Sloboda 2:0 (2:0) Željezničar – Spartak 1:0 (1:0) Osijek – Dinamo 1:0 (0:0) Borac – Sarajevo 2:0 (1:0) Rijeka – Budućnost 0:0 – /5:4/ 7. kolo 16. 9. 1989. Rad – Borac 2:0 (0:0) 17. 9. 1989. Budućnost – Velež 1:0 (1:0) Sarajevo – Rijeka 2:0 (1:0) Olimpija – Radnički 1:1 (0:0) – /1:3/ Crvena zvezda – Partizan 1:0 (0:0) Dinamo – Hajduk 2:0 (0:0) Spartak – Osijek 1:0 (1:0) Sloboda – Željezničar 4:1 (3:1) Vojvodina – Vardar 1:0 (0:0) 8. kolo 23. 9. 1989. Željezničar – Vojvodina 2:1 (1:0) Partizan – Dinamo 1:1 (0:0) – /3:4/ Radnički – Crvena zvezda 1:3 (1:1) Rijeka – Rad 0:1 (0:1) 24. 9. 1989. Velež – Vardar 2:1 (2:1) Osijek – Sloboda 3:1 (2:1) Hajduk – Spartak 3:0 (2:0) Borac – Olimpija 1:0 (0:0) Budućnost – Sarajevo 1:0 (0:0) 9. kolo 1. 10. 1989. Crvena zvezda – Borac 3:0 (0:0) Sarajevo – Velež 0:0 – /3:4/ Rad – Budućnost 2:2 (0:2) – /2:3/ Olimpija – Rijeka 2:0 (1:0) Dinamo – Radnički 3:0 (2:0) Spartak – Partizan 0:4 (0:1) Sloboda – Hajduk 2:2 (0:1) – /4:5/ Vojvodina – Osijek 1:1 (1:1) – /5:3/ Vardar – Željezničar 0:1 (0:0) 10. kolo 7. 10. 1989. Partizan – Sloboda 1:0 (0:0) Borac – Dinamo 1:0 (1:0) Hajduk – Vojvodina 6:0 (3:0) Rijeka – Crvena zvezda 1:4 (0:2) Osijek – Vardar 1:0 (0:0) Velež – Željezničar 5:1 (3:1) Radnički – Spartak 1:0 (0:0) Budućnost – Olimpija 0:0 – /3:4/ Sarajevo – Rad 1:0 (0:0) 11. kolo 14. 10. 1989. Crvena zvezda – Budućnost 5:1 (1:1) Vojvodina – Partizan 3:1 (0:1) 15. 10. 1989. Rad – Velež 1:0 (1:0) Olimpija – Sarajevo 2:1 (1:0) Dinamo – Rijeka 1:1 (0:0) – /4:3/ Spartak – Borac 2:0 (2:0) Sloboda – Radnički 2:0 (1:0) Vardar – Hajduk 1:2 (0:2) Željezničar – Osijek 3:0 (3:0) 12. kolo 21. 10. 1989. Rad – Olimpija 1:0 (0:0) 22. 10. 1989. Velež – Osijek 1:1 (0:1) – /3:4/ Hajduk – Željezničar 2:0 (1:0) Partizan – Vardar 3:0 (2:0) Radnički – Vojvodina 0:3 (0:1) Borac – Sloboda 0:0 – /5:4/ Rijeka – Spartak 3:0 (2:0) Budućnost – Dinamo 2:0 (1:0) Sarajevo – Crvena zvezda 3:1 (1:1) 13. kolo 5. 11. 1989. Crvena zvezda – Rad 4:2 (3:2) Željezničar – Partizan 0:2 (0:2) Olimpija – Velež 2:0 (2:0) Dinamo – Sarajevo 6:0 (1:0) Spartak – Budućnost 1:0 (1:0) Sloboda – Rijeka 2:0 (2:0) Vojvodina – Borac 0:1 (0:1) Vardar – Radnički 3:0 (2:0) Osijek – Hajduk 1:0 (0:0) 14. kolo 11. 11. 1989. Rad – Dinamo 0:2 (0:0) Partizan – Osijek 6:4 (3:1) Olimpija – Crvena zvezda 1:1 (0:0) – /6:5/ Borac – Vardar 2:0 (1:0) 12. 11. 1989. Velež – Hajduk 1:0 (0:0) Radnički – Željezničar 1:0 (1:0) Rijeka – Vojvodina 2:0 (1:0) Budućnost – Sloboda 0:1 (0:0) Sarajevo – Spartak 3:3 (2:2) – /2:4/ 15. kolo 19. 11. 1989. Dinamo – Olimpija 2:1 (2:1) Spartak – Rad 1:0 (0:0) Sloboda – Sarajevo 2:0 (2:0) Vojvodina – Budućnost 1:2 (0:0) Vardar – Rijeka 0:0 – /4:5/ Željezničar – Borac 1:1 (1:1) – /4:3/ Osijek – Radnički 2:1 (2:0) Hajduk – Partizan 2:0 (1:0) 20. 12. 1989. Crvena zvezda – Velež 4:0 16. kolo 25. 11. 1989. Rad – Sloboda 2:1 (1:1) 26. 11. 1989. Velež – Partizan 3:1 (1:1) Radnički – Hajduk 5:1 (3:0) Borac – Osijek 1:1 (0:1) – /4:5/ Rijeka – Željezničar 1:0 (0:0) Budućnost – Vardar 1:0 (0:0) (bez publike: Budućnost kažnjena zbog napada na igrača Zorana Vujovića nakon kup utakmice protiv Crvene zvezde 8. studenog) Sarajevo – Vojvodina 3:2 (0:1) Olimpija – Spartak 0:1 (0:0) Crvena zvezda – Dinamo 0:0 – /2:3/ 17. kolo 2. 12. 1989. Spartak – Crvena zvezda 1:3 (0:2) 3. 12. 1989. Dinamo – Velež 3:0 (1:0) Sloboda – Olimpija 2:0 (1:0) Vojvodina – Rad 2:1 (0:0) Vardar – Sarajevo 2:1 (1:0) Željezničar – Budućnost 1:0 (1:0) Osijek – Rijeka 0:1 (0:0) Hajduk – Borac 1:0 (1:0) Partizan – Radnički 2:1 (1:0) | 18. kolo 9. 12. 1989. Spartak – Dinamo 1:1 (1:0) – /5:6/ 10. 12. 1989. Velež – Radnički 3:2 (0:1) Partizan – Borac 2:1 (1:0) Hajduk – Rijeka 1:1 (1:1) – /5:6/ Osijek – Budućnost 1:0 (0:0) Željezničar – Sarajevo 1:0 (0:0) Vardar – Rad 2:1 (2:0) Vojvodina – Olimpija 3:1 (1:0) Sloboda – Crvena zvezda 3:0 (3:0) 19. kolo 16. 12. 1989. Rad – Željezničar 1:0 (1:0) 17. 12. 1989. Spartak – Velež 2:1 (1:0) Dinamo – Sloboda 5:0 (1:0) Crvena zvezda – Vojvodina 3:1 (2:0) Olimpija – Vardar 3:0 (2:0) Sarajevo – Osijek 3:0 (1:0) Budućnost – Hajduk 1:0 (1:0) Rijeka – Partizan 0:1 (0:0) Borac – Radnički 1:1 (1:1) – /5:4/ 20. kolo 18. 2. 1990. Velež – Borac 0:0 – /3:4/ Radnički – Rijeka 3:0 (1:0) Partizan – Budućnost 2:0 (0:0) Hajduk – Sarajevo 0:0 – /4:3/ (bez publike: Hajduk kažnjen zbog nemira na utakmici protiv Partizana u 15. kolu) Osijek – Rad 1:1 (0:0) – /1:3/ Željezničar – Olimpija 2:2 (0:1) – /5:4/ Vardar – Crvena zvezda 0:2 (0:1) Vojvodina – Dinamo 1:1 (1:0) – /3:4/ Sloboda – Spartak 2:0 (1:0) 21. kolo 24. 2. 1990. Rad – Hajduk 0:2 (0:1) 25. 2. 1990. Sloboda – Velež 1:1 (1:0) – /4:5/ Spartak – Vojvodina 0:0 – /4:2/ Dinamo – Vardar 3:0 (2:0) Crvena zvezda – Željezničar 2:2 (0:1) – /4:3/ (bez publike: Crvena zvezda kažnjena zbog nemira na utakmici protiv Dinama u 16. kolu) Olimpija – Osijek 1:0 (0:0) Sarajevo – Partizan 1:2 (0:1) Budućnost – Radnički 0:0 – /5:4/ Rijeka – Borac 1:0 (1:0) 22. kolo 3. 3. 1990. Partizan – Rad 0:2 (0:1) 4. 3. 1990. Velež – Rijeka 3:2 (1:0) Borac – Budućnost 0:1 (0:0) Radnički – Sarajevo 1:0 (1:0) Hajduk – Olimpija 3:1 (1:1) Osijek – Crvena zvezda 0:5 (0:1) Željezničar – Dinamo 0:0 – /2:0/ Vardar – Spartak 1:2 (0:1) Vojvodina – Sloboda 3:1 (1:0) 23. kolo 10. 3. 1990. Rad – Radnički 3:0 (2:0) 11. 3. 1990. Vojvodina – Velež 2:0 (1:0) Sloboda – Vardar 1:0 (1:0) Spartak – Željezničar 1:0 (1:0) Dinamo – Osijek 3:1 (1:0) Crvena zvezda – Hajduk 2:1 (1:1) Olimpija – Partizan 5:1 (2:1) Sarajevo – Borac 2:0 (1:0) Budućnost – Rijeka 1:0 (1:0) 24. kolo 16. 3. 1990. Partizan – Crvena zvezda 0:2 (0:2) 18. 3. 1990. Velež – Budućnost 0:0 – /4:5/ Rijeka – Sarajevo 1:0 (0:0) Borac – Rad 1:0 (1:0) Radnički – Olimpija 2:1 (1:0) Hajduk – Dinamo 2:3 (1:0) Osijek – Spartak 1:0 (1:0) Željezničar – Sloboda 2:1 (0:1) Vardar – Vojvodina 1:2 (1:0) 25. kolo 24. 3. 1990. Rad – Rijeka 4:0 (3:0) 25. 3. 1990. Vardar – Velež 4:1 (1:0) Vojvodina – Željezničar 1:1 (0:0) – /5:4/ Sloboda – Osijek 2:0 (1:0) Spartak – Hajduk 1:0 (1:0) Dinamo – Partizan 2:1 (1:1) Crvena zvezda – Radnički 1:0 (0:0) Olimpija – Borac 4:1 (0:0) Sarajevo – Budućnost 4:1 (2:0) 26. kolo 1. 4. 1990. Velež – Sarajevo 3:1 (2:0) Budućnost – Rad 0:1 (0:1) Rijeka – Olimpija 0:0 – /3:2/ Borac – Crvena zvezda 0:0 – /4:5/ Radnički – Dinamo 1:1 (1:0) – /5:6/ Partizan – Spartak 1:0 (1:0) Hajduk – Sloboda 2:0 (1:0) Osijek – Vojvodina 2:1 (1:0) Željezničar – Vardar 0:1 (0:0) 27. kolo 7. 4. 1990. Rad – Sarajevo 3:0 (0:0) 8. 4. 1990. Željezničar – Velež 2:0 (1:0) Vardar – Osijek 0:1 (0:0) Vojvodina – Hajduk 2:3 (1:2) Sloboda – Partizan 3:1 (1:1) Spartak – Radnički 1:1 (1:1) – /4:3/ Dinamo – Borac 3:1 (0:0) Crvena zvezda – Rijeka 1:0 (1:0) Olimpija – Budućnost 3:1 (2:0) 28. kolo 15. 4. 1990. Velež – Rad 3:0 (3:0) Sarajevo – Olimpija 3:0 (2:0) Budućnost – Crvena zvezda 0:0 – /2:4/ Rijeka – Dinamo 1:1 (0:0) – /4:1/ Borac – Spartak 3:1 (1:0) Radnički – Sloboda 2:0 (2:0) Partizan – Vojvodina 4:0 (4:0) Hajduk – Vardar 3:0 (1:0) Osijek – Željezničar 0:1 (0:1) 29. kolo 22. 4. 1990. Osijek – Velež 1:0 (1:0) Željezničar – Hajduk 0:1 (0:0) Vardar – Partizan 2:3 (1:1) Vojvodina – Radnički 3:0 (2:0) Sloboda – Borac 4:1 (2:0) Spartak – Rijeka 0:1 (0:1) Dinamo – Budućnost 0:0 – /4:3/ Crvena zvezda – Sarajevo 3:0 (2:0) Olimpija – Rad 0:1 (0:0) 30. kolo 25. 4. 1990. Rad – Crvena zvezda 1:2 (0:1) Partizan – Željezničar 0:2 (0:1) Velež – Olimpija 2:0 (2:0) Budućnost – Spartak 0:0 /2:4/ Rijeka – Sloboda 3:0 (1:0) Borac – Vojvodina 2:2 (1:1) /1:3/ Radnički – Vardar 3:0 (1:0) Hajduk – Osijek 1:0 (1:0) 31. 7. 1990. Sarajevo – Dinamo 1:0 (0:0) – Utakmica je prvi put odigrana 25. travnja te prekinuta pri rezultatu 1:0 (pomoćni sudac pogođen bocom). Dinamu je dodjeljena pobjeda 0:3, a 31. 7. je utakmica ponovljena te je Sarajevo dobilo Dinamo 1:0. 31. kolo 29. 4. 1990. Dinamo – Rad 0:0 – /4:5/ Hajduk – Velež 4:3 Osijek – Partizan 0:1 Željezničar – Radnički 1:1 – /4:2/ Vardar – Borac 3:0 Vojvodina – Rijeka 2:0 Sloboda – Budućnost 2:0 Spartak – Sarajevo 2:0 Crvena zvezda – Olimpija 2:0 (0:0) 32. kolo 5. 5. 1990. Rad – Spartak 0:0 – /6:5/ 6. 5. 1990. Velež – Crvena zvezda 0:3 (0:0) Olimpija – Dinamo 3:0 (2:0) Sarajevo – Sloboda 2:1 (2:0) Budućnost – Vojvodina 3:1 (0:0) Rijeka – Vardar 2:0 (2:0) Borac – Željezničar 1:0 (0:0) Radnički – Osijek 4:1 (1:0) Partizan – Hajduk 1:0 (1:0) 33. kolo 13. 5. 1990. Sloboda – Rad 1:2 (0:1) Partizan – Velež 3:0 (1:0) Hajduk – Radnički 1:0 (1:0) Osijek – Borac 0:1 (0:0) Željezničar – Rijeka 4:1 (2:1) Vardar – Budućnost 4:1 (2:1) Vojvodina – Sarajevo 2:1 (1:1) Spartak – Olimpija 2:3 (2:0) Dinamo – Crvena zvezda 0:3 (par-forfe: ne igra se zbog velikih smetnji) 34. kolo 16. 5. 1990. Velež – Dinamo 2:1 (2:0) Olimpija – Sloboda 2:0 (2:0) Rad – Vojvodina 2:0 (2:0) Sarajevo – Vardar 6:1 (1:0) Budućnost – Željezničar 4:1 (3:0) Rijeka – Osijek 1:0 (0:0) Borac – Hajduk 1:0 (0:0) Radnički – Partizan 1:1 (1:1) – /3:5/ Crvena zvezda – Spartak 3:0 (3:0) |

## Prvaci
FK Crvena zvezda
trener: Dragoslav Šekularac
Igrači (odigrao utakmica/postigao pogodaka):

Darko Pančev 32/25

(kap) Dragan Stojković 31/10

Robert Prosinečki 31/5

Duško Radinović 29/2

Ilija Najdoski 29/1

Dragi Kanatlarovski 29/1

Stevan Stojanović 29 (–24) (vratar)

Slobodan Marović 27/2

Dejan Savićević 25/10

Vladan Lukić 25/10

Vladan Stošić 24/4

Mitar Mrkela 22/2

Goran Jurić 21

Zoran Vujović 15

Miodrag Belodedić 14/1 (igrao je samo drugi dio sezone jer ga je UEFA suspendirala zbog kršenja ugovora sa Steauom)

Miloš Drizić 11/1

Refik Šabanadžović 10

Zvonko Milojević 4 (–5) (vratar)

Slavoljub Janković 2

Ljubiša Milojević 2

Zoran Pavlović 2

Zoran Dimitrijević 1

Ivan Adžić 1

Vladimir Jugović 1

Izvori:

## Statistika

### Ljestvica strijelaca
| Pl. | Ime               | Klub               | Pogodaka |
| --- | ----------------- | ------------------ | -------- |
| 1.  | Darko Pančev      | Crvena zvezda      | 25       |
| 2.  | Meho Kodro        | Velež Mostar       | 18       |
| 3.  | Josip Višnjić     | Radnički Niš       | 16       |
| 4.  | Aljoša Asanović   | Hajduk Split       | 14       |
| 5.  | Boban Božović     | Sarajevo           | 13       |
| 6.  | Alen Bokšić       | Hajduk Split       | 12       |
| 6.  | Davor Šuker       | Dinamo Zagreb      | 12       |
| 6.  | Dinko Vrabac      | Olimpija Ljubljana | 12       |
| 9.  | Željko Ivanović   | Sloboda Tuzla      | 11       |
| 9.  | Siniša Mihajlović | Vojvodina          | 11       |

## Poveznice
- Izgredi na utakmici Dinamo – Crvena zvezda
- Druga savezna liga 1989./90.
- Međurepubličke lige 1989./90.
- Kup maršala Tita 1989./90.

## Vanjske poveznice
- Tempo almanah 1989-1990
- www.historical-lineups.com
  - Godišnjak
  - Klubovi
- Eu-football.info